# Eitr
Eitr is een fictieve substantie in de Noordse mythologie. Deze vloeibare substantie is de origine van alle levende entiteiten. De eerste reus Ymir werd uit eitr gemaakt. De substantie wordt als hoogst giftig beschouwd want ze wordt ook voortgebracht door Jörmungandr (de Midgard slang) en andere serpenten.
In Vafþrúðnismál vraagt Odin aan Vafþrúðnir naar de oorsprong van Ymir en de reus antwoordt:
Ór Élivagom
stukko eitrdropar,
svá óx, unz varð ór iötunn;
þar órar ættir
kómu allar saman,
því er þat æ allt til atalt.
vertaling:
Uit de Éligolven
pletsten Eitrdroppen
deze groeiden tot een reus
die alle families kreeg
waaruit alle reuzen voortkomen
daarom raken wij zo makkelijk in woede

## Etymologie en betekenis
Het woord eitr bestaat in de meeste Noordse talen (alle afgeleid van het Oudnoords) in het Deens edder, in het Zweeds etter, in het Duits Eiter (lett. etter),in het Oudsaksisch ĕttar, in het Oudengels ăttor en in het Nederlands ether. De betekenis van het woord is erg ruim: vluchtig, giftig, kwalijk, slecht, woedend, sinister etc. 
In de gewone Scandinavische folklore wordt het als synoniem voor slangengif gebruikt. De laatste regel van de stanza in Vafþrúðnismál waar Vafþrúðnir zegt: "daarom raken wij zo makkelijk in woede", is een woordspel met de betekenis van het woord eitr, omdat het ook woede/woedend betekent (zoals in "het vergiftigen van een relatie").